# Paraedwardsia sarsii
Paraedwardsia sarsii är en havsanemonart som först beskrevs av Düben och Johan Koren 1847.  Paraedwardsia sarsii ingår i släktet Paraedwardsia och familjen Edwardsiidae. Inga underarter finns listade i Catalogue of Life.